# Голуб Сергій Леонідович
Сергі́й Леоні́дович Го́луб (нар. 1988 — пом. 7 жовтня 2023) — український військовик, штаб-сержант Збройних сил України, учасник російсько-української війни.

## Нагороди
- орден «За мужність» III ступеня (2014) — за особисту мужність і героїзм, виявлені у захисті державного суверенітету та територіальної цілісності України[3].
- орден «За мужність» II ступеня (2024, посмертно) — за особисту мужність, виявлену у захисті державного суверенітету та територіальної цілісності України, самовіддане виконання військового обов'язку[4].